# Битва при Аларкосі (1195)
Би́тва при Ала́ркосі (ісп. Batalha de Alarcos; араб. معركة الأرك)  — битва, що відбулася 18 липня 1195 року біля Аларкоса в Іспанії між християнськими та мусульманськими військами. Першими командував кастильський король Альфонсо VIII, другими — альмохадський халіф Абу Юсуф Якуб аль-Мансур. Християнські сили складалися з кастильців, басків, португальців, членів лицарських орденів Сантьяго, Калатрави і Евори. Їм протистояла армія Альмохадів, набрана з берберів, марокканських арабів, андалузців та негритянських народів Африки. Бій розпочався з потужного удару християнської кінноти. Вона рознесла передові частини противника, але, заглибившись, була оточена його основними силами. Відрізавши кінноту від піхоти, мусульмани перебили ворожі загони по черзі. У ході запеклого, багатогодинного бою Альмохади здобули повну перемогу. Великі втрати понесли обидві сторони. У історіографії битва вважається останньою найбільшою поразкою християн в ході Реконкісти. Також — Аларкоська катастрофа (ісп. Desastre de Alarcos).

## Передумови

Іспанія в 1150-х роках.

На початку 1190-х років Піренейський півострів був поділений на дві частини — християнський північ і мусульманський південь. Першою керували королівства Кастилії, Леону, Наварри і Португалії; другою — Альмохадський халіфат, основні володіння якого лежали за морем, в Марокко.
1194 року в Марракеші серйозно захворів альмохадський халіф Абу-Юсуф. Проти нього повстав його брат — Абу-Яхья, управитель Андалузії, мусульманської частини Піренейського півострова. Він перепилив море в надії здобути столицю халіфату й очолити державу. Користаючись цією нагодою, кастильський король Альфонсо VIII вирішив порушити перемир'я з мусульманами. Його війська під командуванням толедського єпископа Мартина Лопеса де Пісерги здійснили набіг на мусульманську Севілью.
Тим часом халіф Абу-Юсуф розбив бунтівного брата й, розлючений діями кастильців, розпочав підготовку до походу на півострів. 1 червня 1195 року він висадився у Таріфі, на крайньому півдні Іспанії. Звідти марокканські війська пройшли до Севілью й 30 червня дісталися Кордови. Андалузькі лідери надали халіфові свої ополчення та загони найманців. До них також приєднався загін християн-відступників на чолі з Педру Фернандесем де Кастро, особистим ворогом кастильського короля.
4 липня халіф Абу-Юсуф виступив із Кордови. Його армія перейшла Марадальський перевал й розтягнулася по Салватьєрській рівнині. Коли відомості про її просування дійшли до короля Альфонсо VIII, він зібрав війська в Толедо й рушив назустріч.
Християни зайняли позиції в місцевості Аларкос (аль-Арак) поблизу річки Гвадіани, на південному кордоні Кастильського королівства. У війську Альфонсо VIII були кастильці, баски, астурійці, лицарі-хрестоносці орденів Сантьяго і Калатрави, а також члени португальського Еворського ордену. Леонський король Альфонсо IX та наварський король Санчо VII вислали до них підмогу, але Альфонсо VIII сподівався вибороти перемогу без них.
16 липня до Аларкоса підійшла мусульманська армія халіфа Абу-Юсуфа. Він вирішив не починати бою й дав відпочити своїм воякам два дні.

## Битва

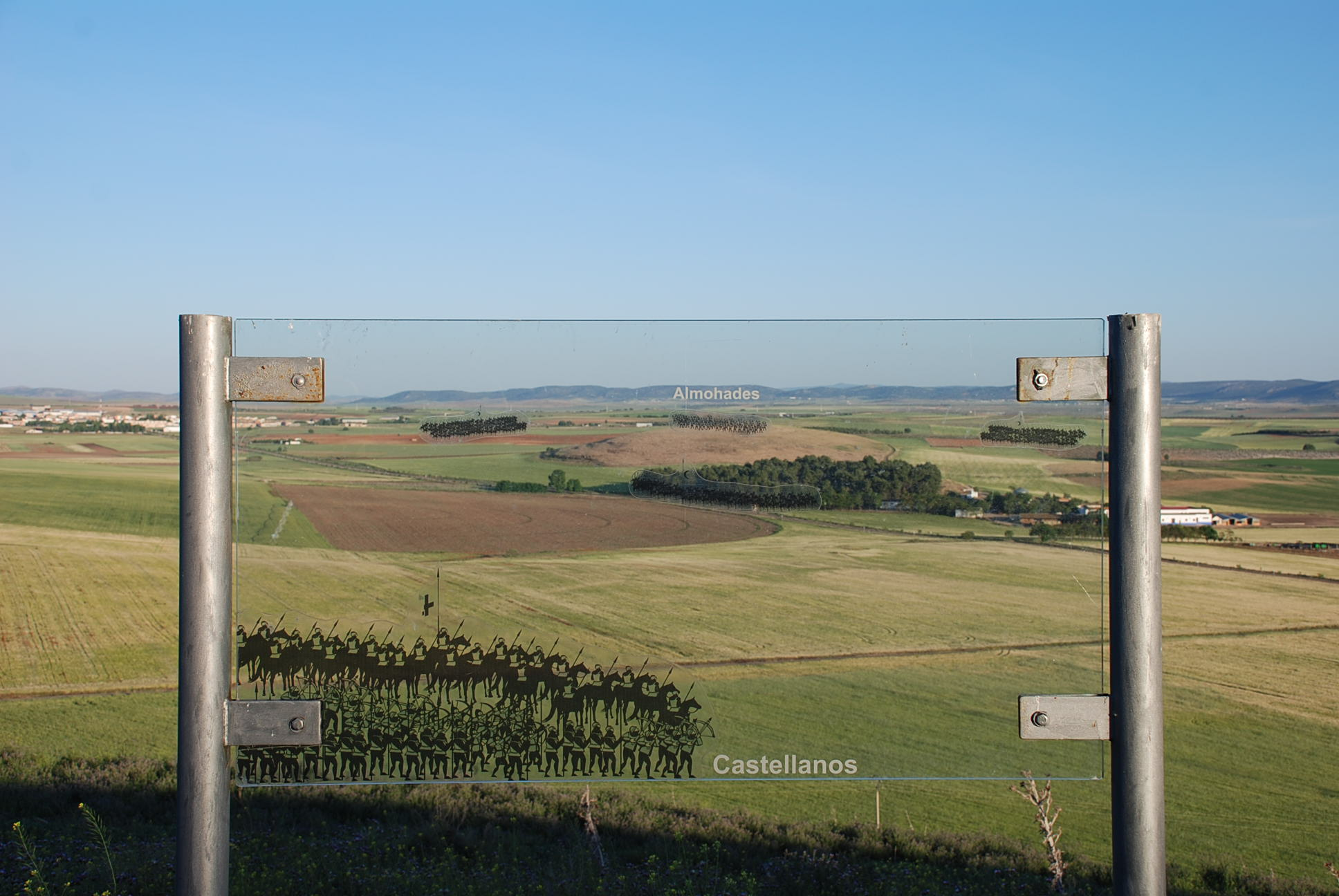
Поле битви при Аларкосі. На передньому плані позиції християн, на задньому пагорбі — мусульман.

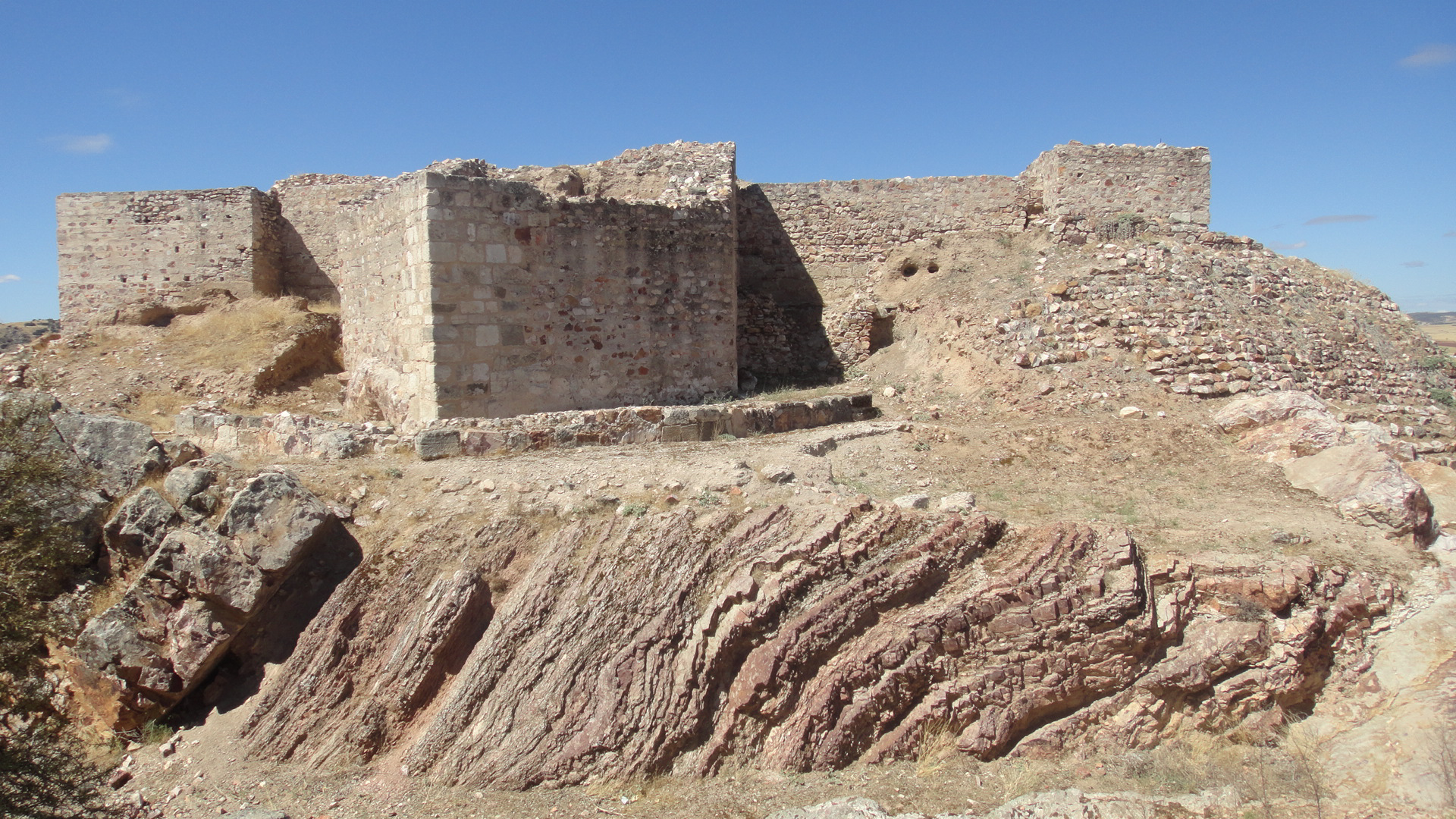
Руїни Аларкоського замку.

18 липня 1195 року, в середу, армія Альмохадського халіфату вишикувалася на пагорбі Ла-Кабеса (Голова), за два польоти стріли від Аларкоса. Її авангард очолив візир Абу-Яхья ібн-Абі-Хафс.
Першу лінію авангарду складали маринідські добровольці, переважно лучники, під командуванням Абу-Яліла Махью ібн-Абі-Бакра. За ними розташовувалися бербери зенатського племені. Сам візир перебував на пагорбі зі стягом мусульманського еміра, в оточенні берберських охоронців-хінтатів. Праворуч від нього стояли араби Ярмуна ібн-Ріяха, а ліворуч — місцеві андалузці Саїда ібн-Санадіда.
Халіф Абу-Юсуф взяв на себе командування арьєргардом, куди входили найкращі африканські частини — вояки Ябіра ібн-Юсуфа, Абда аль-Каві, Тайліюна, Мухаммада ібн-Мункафада, Абу-Джазіра Яджлуфа аль-Аврабі, а також негритянська гвардія.
Альфонсо VIII недооцінив противника. Він зібрав зранку усю лицарську кінноту, числом до 8 тисяч, під командування біскайського сеньйора Дієго ІІ Ароського, й наказав рознести мусульман потужним кавалерійським ударом. Король мусив очолити піхоту, яка разом із хрестоносцями з черенечих орденів, мусила прикривати кінноту й добити ослабленого ворога.
Удар християнської кавалерії був незлагодженим, але дуже потужним. Лицарі знесли першу і другу лінію мусульманського авангарду і прорвалися на пагорб. У бою загинув альмохадський візир. Його охоронці захищалися до останнього. Лицарі також розбили вороже ліве крило, обернувши на втечу андалузців.
Після трьох годин бою наступив полудень. Християнська кіннота була стомлена і потерпала від спеки. Коли праве крило мусульман зайшло лицарям в тил, халіф Абу-Юсуф особисто повів у атаку свої найкращі війська. Він бився у перших рядах, надихаючи підлеглих власним прикладом.
Невдовзі альмохадівська армія оточила головні сили християн. Альфонсо VIII кинувся з резервами їм на допомогу, але потрапив у кільце. Деякий час король боровся врукопашну, але охоронці силою витягли його з січі й змусили тікати до Толедо. Кастильська піхота загинула, а разом із нею — вояки чернечо-лицарських орденів.
Тим часом бісайський сеньйор Дієго зміг пробитися з боєм крізь ворожі лави і відступити до недобудованого Аларкоського замку. Окрім уцілілих вояків туди збіглися цивільні з околиць. Мусульмани оточили замок й надіслали переговорником Педру Фернандеса де Кастро, який практично не брав участі у битві. За результатом перемовин Дієго здав укріплення в обмін на відступ до Кастилії з усіма своїми бійцями. 12 лицарів-християн мусили лишитися заручникам у Альмохадів на знак дотримання угоди.

## Наслідки
Християнське військо зазнало нищівної поразки в Аларкоській битві. Серед загиблих були три єпископи — Авільський, Сеговійській і Сігенській; ордонський граф Гарсія де Рода з братами, графи Педро Руїс де Гузман і Родріго Санчес; великий магістр Ордену святого Якова Санчо Фернандес де Лемус, а також магістр португальського Еворського (Авістського) ордену Гонсалу Вієгаш. Мусульмани ж втратили у бою візира та велику кількість знатних вояків. Абу-Яліла Махью, командир маринідських добровольців сконав від ран наступного року.
Внаслідок Аларкоської катастрофи Кастилія опинилася у смертельній небезпезі. Усі прилеглі до Аларкоса замки й поселення — Малагон, Бенавенте, Калтрава, Карекель і Торре-де-Гуадальферза — здалися, або були покинуті. Шлях на незахищений Толедо звільнився, але альмохадський халіф повернув назад до Севільї, заважаючи на великі втрати його війська. Після перемоги він прийняв прізвисько аль-Мансур (Переможець). На пам'ять про битву халіф спорудив у Севільї величезну колону, яку прикрасив кулею.
Наступні два роки мусульмани здійснювали спустошливі набіги на кастильські землі в Естремадурі, Тазькій долині, Ла-Манчі й околицях Толедо. Деякі з цих походів очолював ренегат Педро де Кастро. Проте загалом ці операції не мали стратегічного значення. Врешті-решт, втративши інтерес до іспанських справ, халіф Абу-Юсуф уклав тимчасові союзи з Леоном і Наваррою. Через хворобу він повернувся до Африки 1198 року й помер за рік в Марокко.
Мусульмани не змогли розвинути свій успіх при Аларкосі. За 16 років новий халіф Мухаммад ан-Насір розгорнув черговий наступ на Піренейському півострові, але був дощенту розбитий при Навас-де-Толосі. Ця битва стала переломною в ході Реконкісти, ознаменувавши початок кінця мусульманського панування на Піренейському півострові.